# Cellini (manzana)
Cellini es una variedad cultivar de manzano (Malus domestica). 
Un híbrido del cruce de Plántula de semillero x Desconocido. Criado por "Leonard Phillips", un vivero en Vauxhall, Londres Inglaterra. Introducido alrededor de 1828. Las frutas tienen una pulpa bastante suave, jugosa y de textura gruesa con un sabor ligeramente ácido.

## Sinonimia
- "Celini",
- "Cellini Pippin",
- "Centennial",
- "Chellini",
- "Norfolk Challenger",
- "Philip's Seedling",
- "Phillip's Seedling",
- "Phillips Seedling",
- "Phillips' Seedling",
- "Seedling Peppin",
- "Selling Pippin",
- "Tsellini".

## Historia
'Cellini' es una variedad de manzana, híbrido del cruce de Plántula de semillero x Desconocido. Desarrollado y criado a partir de 'plántula de semillero' mediante una polinización por una variedad desconocida, por el vivero "Leonard Phillips" de Vauxhall Bridge, Londres Inglaterra (Reino Unido). Descrita por Robert Hogg en su edición de 1859 « The Apple and its Varieties » de "La manzana y sus variedades" con el comentario: "Es una manzana fina, vistosa y hermosa, que guarda un gran parecido con la plántula de semillero, de la que con toda probabilidad se originó, por el Sr. Leonard Phillips, de Vauxhall".
'Cellini' se cultiva en la National Fruit Collection con el número de accesión: 1947-310 y Accession name: Cellini.

## Características
'Cellini' árbol de extensión erguida, de vigor moderadamente vigoroso, portador de espuela. Tiene un tiempo de floración que comienza a partir del 6 de mayo con el 10% de floración, para el 12 de mayo tiene una floración completa (80%), y para el 20 de mayo tiene un 90% caída de pétalos.
'Cellini' tiene una talla de fruto grande; forma globoso plana , con una altura de 60.31mm, y con una anchura de 72.78mm; con nervaduras ausentes; epidermis con color de fondo verde blanquecino, con un sobre color naranja, importancia del sobre color bajo-medio, y patrón del sobre color rayado / jaspeado con lavado en rojo, especialmente en la cara expuesta al sol, que también tiene vetas carmesí, "russeting" (pardeamiento áspero superficial que presentan algunas variedades) bajo; la piel tiende a ser lisa y se vuelve algo grasienta en la madurez; pedúnculo es muy corto y está asentado en una cavidad con "russeting" abierta y medianamente poco profunda con rayas rojizas que se extienden hasta los hombros; carne es de color blanca, tierna, de grano grueso, muy jugosa y aguda. Sabor a anís distintivo cuando esté completamente maduro, más balsámico cuando se recoja unas semanas antes.
Su tiempo de recogida de cosecha se inicia a mediados de septiembre. Se conserva bien durante dos meses en cámara frigorífica.
'Cellini' es el parental-madre de la variedades cultivares de manzana:
- James Lawson
- Duchess of Bedford
- Exquisite

'Cellini' es el parental-padre de la variedades cultivares de manzana:
- Prince Edward
- Glebe Gold

## Usos
Una buena manzana que hace un puré agrio de color crema. También se usa para dar nitidez a la sidra, pero la manzana debe recogerse un par de semanas antes.

## Ploidismo
Diploide, auto estéril. Grupo de polinización: D, Día 12.